# بردخون کهنه
بردخون کهنه، روستایی از توابع بخش بردخون در شهرستان دیر استان بوشهر در ایران است.
بردخون کهنه در ۱۴۵ کیلومتری جنوب غربی مرکز استان بوشهر و در فاصله ۵۵ کیلومتری شمال مرکز شهرستان دیر و در ۴ کیلومتری غرب مرکز بخش بردخون، با مختصات جغرافیایی ۲۸ درجه و ۰۲ دقیقه عرض شمالی و ۵۱ درجه و ۲۷ دقیقه طول شرقی واقع شده‌است. فاصله بردخون کهنه تا دریا (خلیج فارس) (خورخان) ۹ کیلومتر می‌باشد.][ بر اساس گفته ی بزرگان و مرور تاریخ منطقه اداره گمرکات و پاسگاه مرزی در این روستا واقع بوده که ساختمان فرسوده ی آن نیز تا بعد از انقلاب در روستا وجود داشت ولی متأسفانه برای احداث برخی از خانه‌های جدید خاک برداری و از بین رفت.

## جمعیت
این روستا در دهستان بردخون قرار دارد و بر اساس آمار رسمی سرشماری سال ۱۳۹۰ جمعیت آن ۶۴۴ (۱۵۵ خانوار) است که در سال ۱۳۸۵ جمعیت آن، ۵۷۹نفر (۱۱۹خانوار) بوده‌است.

## امامزاده شاهزاده محمّد
امامزاده واقع در این روستا، شاهزاده محمّد از نوادگان امام موسی کاظم (ع) و مورد تکریم می‌باشد. در سال ۷۵۰ هجری قمری اولین بارگاه بر روی آن ساخته شد که در سال ۱۳۱۰ بر اثر زلزله تخریب گردید و اوّلین ضریح چوبی نیز سال ۱۰۰۰ هجری قمری بر آن نصب شد و ضریح جدید سال ۱۳۸۹ با حضور مسئولان استانی و شهرستانی به بهره‌برداری رسید.